# 石川県道280号若山上戸線
石川県道280号若山上戸線（いしかわけんどう280ごう わかやまうえどせん）とは、石川県珠洲市内を通る一般県道（石川県道）である。

## 概要
- 起点：石川県珠洲市若山町上黒丸10字19番地先（＝石川県道40号珠洲里線交点）
- 終点：石川県珠洲市上戸町南方11番地先

珠洲市西部の若山町上黒丸と上戸町との間を結ぶ。若山町上黒丸地区は二級水系若山川が形成する谷間にある小さな集落である。かつての珠洲市立上黒丸小学校・上黒丸中学校（現在の生涯学習センター）の直下に起点がある。若山町白滝地区まではほぼ南下する。途中から車両通行不能区間となっており、車道が続く道路は市道へと変わり、道なりに進むと石川県道40号珠洲里線に戻る。車両通行不能区間の先が終点となっており、実質的な終点は先述の市道へと変わる若山町白滝地区となる。なお終点が変更となったため、路線名にある上戸町内に通行可能区間がなくなった。

## 歴史
- 1975年（昭和50年）3月31日：路線認定。
- 2018年（平成30年）4月3日 : 珠洲市上戸町南方11番地先 - 珠洲市上戸町南方ろ字15番1地先の区間（7,879.6m）が道路区域から除外[1]。終点が変更となる。通行可能区間の上戸町側全区間が除外されたため、起点側のみの路線となった。

## 車両交通不能区間
- 珠洲市若山町洲巻 - 宝立山 - 同市宝立町春日野

## 接続道路
- 石川県道40号珠洲里線（珠洲市若山町上黒丸：起点）
  - 起点の西約50mの地点で石川県道272号上黒丸大谷線と接続する。